# Iglesia de San Pedro Somaldi
La iglesia de San Pedro Somaldi (del italiano: Chiesa di San Pietro Somaldi) es una iglesia católica de la ciudad de Lucca (Toscana, Italia central), que se encuentra en la plaza homónima.
La iglesia fue fundada en el siglo VIII por Summal (de ahí el nombre) y donada por el rey Astolfo al pintor Auriperto. Posteriormente fue reconstruida en el siglo XII. El ábside del siglo XIV es de ladrillo. La estructura interna consta de tres naves sostenidas sobre pilares. La parte superior de la fachada está recubierta con piedra arenisca. La puerta central esta coronada por un dintel con la entrega de las llaves a Pedro atribuido a Guido Bigarelli de Como, hecho aproximadamente en el año 1238.

## Galería de imágenes

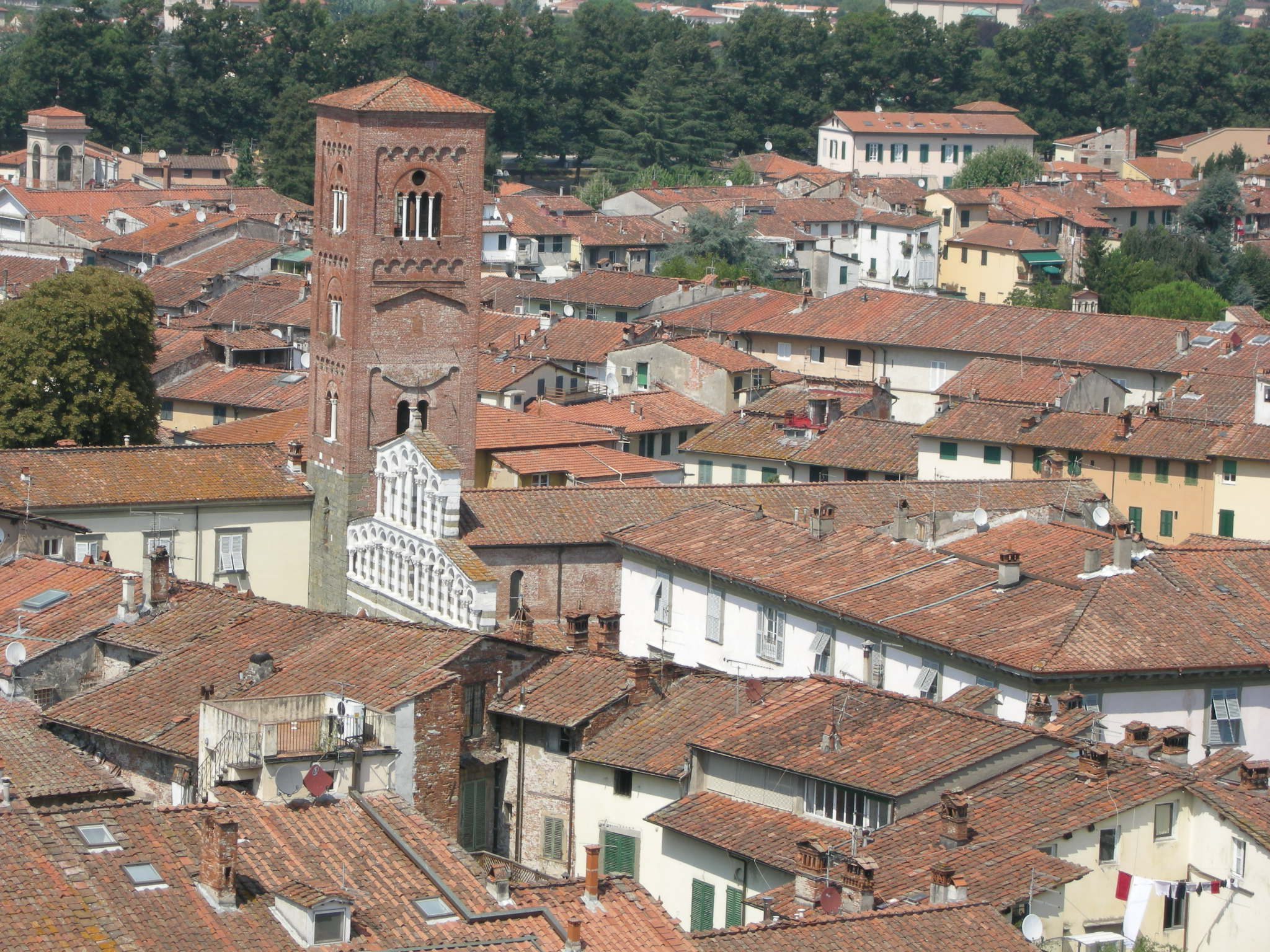
Vista de la iglesia
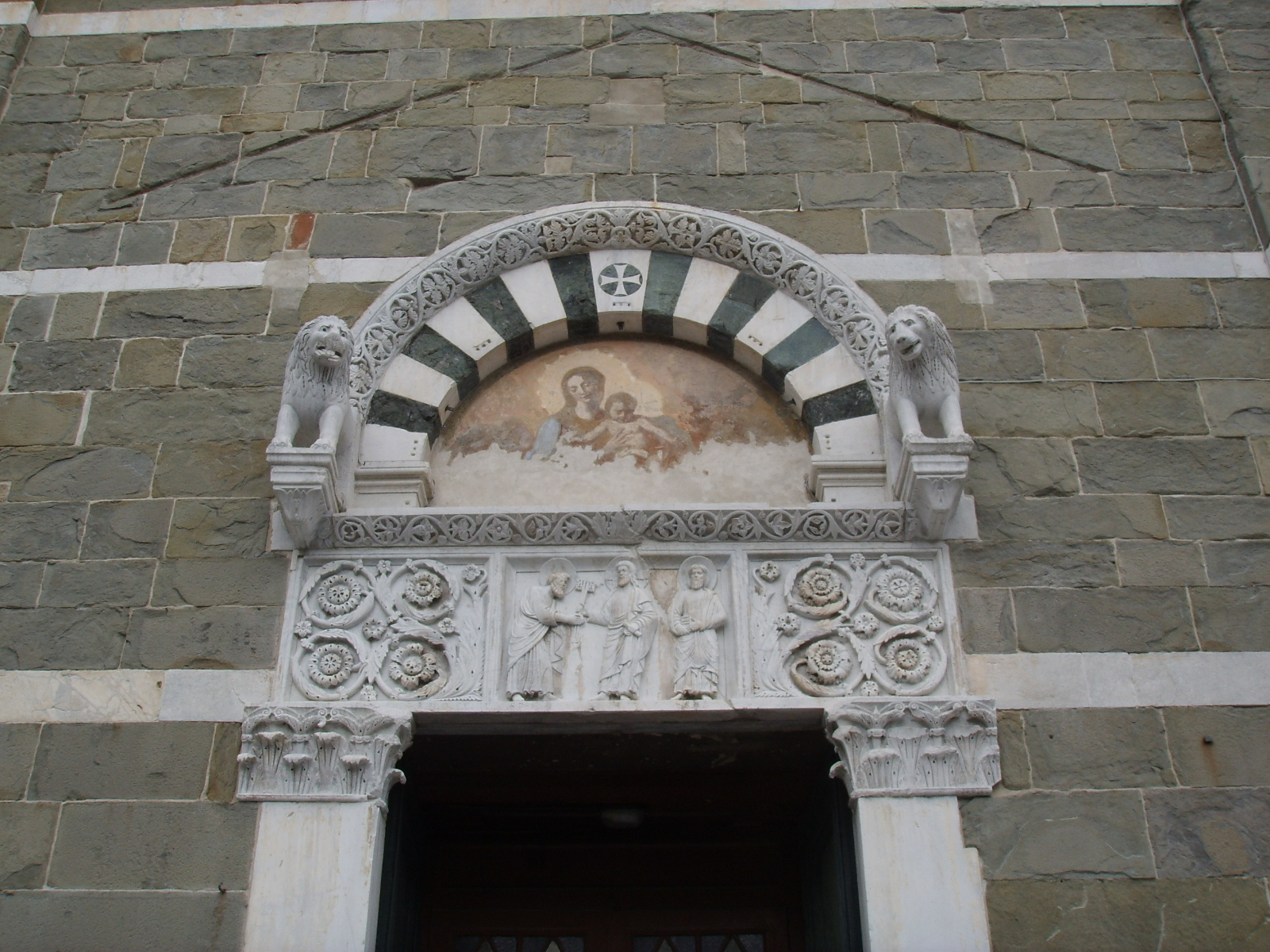
El portal
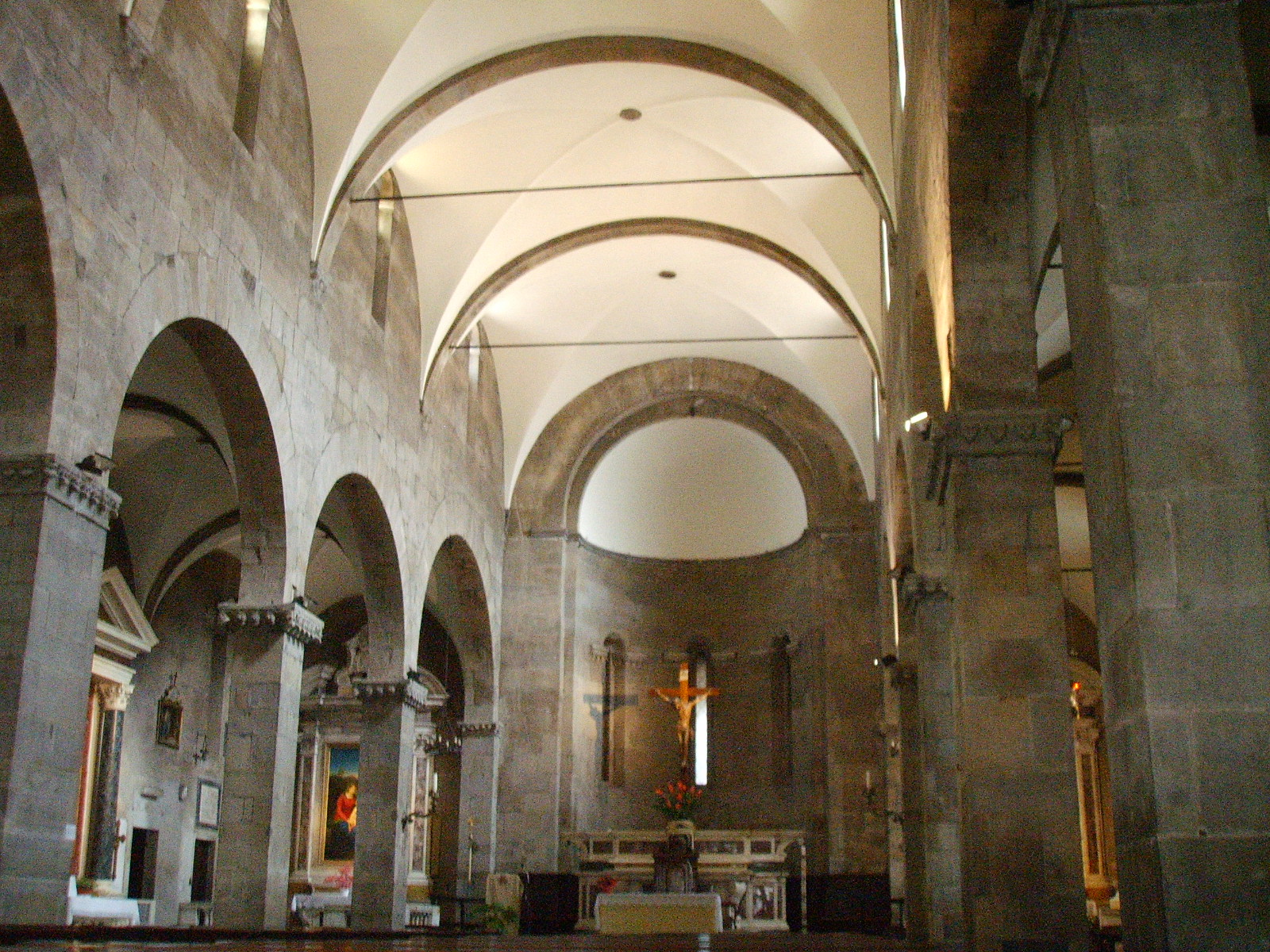
El interior